# Huus Veertein
Die Hofanlage Huus Veertein mit Haus Kammel in Kirchseelte, Samtgemeinde Harpstedt, Lindbergweg 2, stammt von 1836.
Das Ensemble steht unter Denkmalschutz (Siehe auch Liste der Baudenkmale in Kirchseelte).

## Geschichte
Die Hofanlage aus der zweiten Hälfte des 18. und des 19. Jahrhunderts besteht aus
- dem eingeschossigen giebelständigen niederdeutschen Wohn- und Wirtschaftsgebäude von 1834/36 als Zweiständerhallenhaus und Fachwerkhaus mit Steinausfachungen, einem reetgedeckten Krüppelwalmdach und Niedersachsengiebel mit Uhlenloch sowie einem größtenteils erhaltenen Ständergerüst, der Grooten Door sowie der alten Raumaufteilung mit Diele, Fleet (Küche) und Kammerfach (Wohnräume), im Ständergerüst sind wiederverwendete ältere Balken, die ältesten dendrochronologisch auf 1542/1543 datiert,
- dem Speicher von 1620 als Fachwerkhaus mit Steinausfachungen und reetgedecktem Satteldach,
- der Scheune (Haus Kammel) aus dem 17. Jh. (1698) als Fachwerkhaus mit verputzten Ausfachungen, heute Wohnhaus.

Speicher (aus 1969 aus Weseloh) und Scheune (aus Bassum) wurden  hierhin transportiert und wiederaufgebaut.
Julius H. W. Kraft kaufte und sanierte das Gebäude und gründete 1973 die Interessengemeinschaft Bauernhaus, die heute 6000 Mitglieder hat.
Das sanierte Haus ist heute (2022) ein Wohn- und Geschäftshaus.